# Tim Ream
Timothy Michael Ream (* 5. října 1987 St. Louis) je americký profesionální fotbalista, který hraje na pozici středního obránce za anglický klub Fulham FC, kde plní roli kapitána, a za národní tým Spojených států.

## Klubová kariéra
Ream se narodil v St. Louis ve státě Missouri a fotbal začal hrát v akademii St. Louis Scott Gallagher. V letech 2004 a 2005 vyhlášen nejlepším obráncem roku v celém státě a celé konferenci.
Ream navštěvoval Saint Louis University, kde pravidelně nastupoval jako obránce za tým Saint Louis Billikens. Během vysokoškolských studií hrál Ream také v akademii Chicaga Fire.

### New York Red Bulls
Ream byl draftován ve druhém kole (celkově osmnáctý) MLS SuperDraftu 2010 týmem New York Red Bulls.
Dne 20. března 2010 Ream v klubu debutoval, a to při vítězství 3:1 v přátelském utkání proti Santosu FC, což byl první zápas v nové Red Bull Areně. Svůj soutěžní debut si odbyl 27. března 2010, kdy odehrál celých 90 minut v úvodním zápase New Yorku v Major League Soccer 2010 proti Chicagu Fire, který skončil vítězstvím New Yorku 1:0. 11. září 2010 vstřelil svůj první gól v kariéře v zápase proti Coloradu Rapids, který New York Red Bulls vyhráli 3:1. Po skončení sezóny 2010 byl vyhlášen nejlepším obráncem roku.

### Bolton Wanderers
V prosinci 2011 Ream se svolením Red Bulls krátce trénoval s West Bromwichem Albion a Boltonem Wanderers. Na začátku ledna 2012 za něj Bolton nabídl 2,5 milionu liber. Bolton nedávno prodal Garyho Cahilla do Chelsea a potřeboval za něj najít náhradu. Nabídka byla přijata a po dohodě o osobních podmínkách obdržel 24. ledna pracovní povolení.
Bolton podepsal s Reamem 26. ledna 2012 smlouvu na tři a půl roku. 18. února v dresu Boltonu debutoval v FA Cupu proti Millwallu (výhra 2:0). Následující víkend debutoval v Premier League při porážce Boltonu 3:0 na hřišti Chelsea. Na konci sezony odehrál deset zápasů v řadě, ale nedokázal zabránit sestupu klubu do EFL Championship.
V sezóně 2012/13 poprvé nastoupil v zápase proti Burnley (výhra 2:0). Kvůli nevyrovnaným výkonům byl odsunut na lavičku náhradníků a nastoupil jen do patnácti zápasů v druhé nejvyšší soutěži.
Poté, co se nedokázal prosadit do základní sestavy, nastoupil v září do čtyř zápasů na pozici defenzivního záložníka. Na začátku února 2014 musel nosit ochrannou masku po srážce s útočníkem Queens Park Rangers Charliem Austinem. V jarní části sezóny 2013/14 se přesunul na post středního obránce, kde nastupoval po boku Mattem Millsem. V sezóně nastoupil do 42 utkání a na konci sezony byl zvolen nejlepším hráčem klubu podle hráčů i podle fanoušků.
Před sezónou 2014/15 podepsal Ream s Boltonem novou tříletou smlouvu do léta 2017. V průběhu sezóny nastoupil celkem do 44 zápasů. Podruhé v řadě byl vyhlášen nejlepším hráčem roku Boltonu.
Před sezónou 2015-16 byl Ream spojován s přestupem do týmu Queens Park Rangers, který za něj podal nabídku. Nabídka však byla zamítnuta.

### Fulham
Dne 20. srpna 2015 byl Ream prodán do Fulhamu; v klubu podepsal čtyřletou smlouvu. Ve Fulhamu debutoval 29. srpna 2015 při výhře 3:1 nad Rotherhamem United. Ve své první sezóně nastoupil za klub v 29 zápasech. Zpočátku hrál na pozici středního obránce, ke konci sezony se po odchodu Jamese Husbanda přesunul na pozici levého beka.
Svůj první gól za klub vstřelil 1. října 2016 v utkání proti Queens Park Rangers (výhra 2:1).
V létě 2018 podepsal Ream s klubem nový čtyřletý kontrakt.
Před sezónou 2022/23 podepsal Ream s klubem novou roční smlouvu. V prosinci 2022 vstřelil svůj první gól v Premier League, a to v zápase proti Crystal Palace.

## Reprezentační kariéra
Dne 11. listopadu 2010 byl Ream poprvé povolán do reprezentace Spojených států. Svůj reprezentační debut si odbyl 17. listopadu 2010 proti Jihoafrické republice při výhře 1:0.
Ream nastoupil v prvním zápase Gold Cupu 2011, v němž Spojené státy porazily Kanadu 2:0. Nastoupil také do druhého zápasu proti Panamě (prohra 2:1). Ve 34. minutě se dopustil faulu na Blase Péreze, což vedlo k pokutovému kopu pro Panamu, ze které se prosadil Gabriel Gómez a rozhodl tak o výhře Panamy. V dalších zápasech ho nahradil Eric Lichaj a jen z lavičky sledoval svůj tým prohrát ve finále proti Mexiku.
Po dvouleté pauze byl Ream v roce 2013 opět povolán do amerického národního týmu.
Ream byl také povolán na Gold Cup 2015, kde odehrál celých 90 minut proti Haiti a pomohl udržet čisté konto 1:0, a odehrál také celý zápas o třetí místo proti Panamě (prohra po penaltovém rozstřelu). Svůj první reprezentační gól vstřelil 22. května 2016 v přátelském utkání proti Portoriku.
V létě 2019 se zúčastnil Gold Cupu 2019, kde byl klíčovým hráčem týmu a pomohl k zisku stříbrných medailích.
Dne 9. listopadu 2022 byl Ream povolán na mistrovství světa ve fotbale 2022. V Kataru nastoupil ke všem čtyřem zápasům, a to včetně osmifinálového utkání proti Nizozemsku.

## Statistiky

### Klubové
K 11. únoru 2023
| Klub               | Sezóna  | Liga                | Liga | Liga  | Národní pohár | Národní pohár | Ligový pohár | Ligový pohár | Celkem | Celkem |
| Klub               | Sezóna  | Liga                | Apps | Goals | Apps          | Goals         | Apps         | Goals        | Apps   | Goals  |
| ------------------ | ------- | ------------------- | ---- | ----- | ------------- | ------------- | ------------ | ------------ | ------ | ------ |
| New York Red Bulls | 2010    | Major League Soccer | 30   | 1     | 1             | 0             | 2            | 0            | 33     | 1      |
| New York Red Bulls | 2011    | Major League Soccer | 28   | 0     | 1             | 0             | 3            | 0            | 32     | 0      |
| New York Red Bulls | Celkem  | Celkem              | 58   | 1     | 2             | 0             | 5            | 0            | 65     | 1      |
| Bolton Wanderers   | 2011/12 | Premier League      | 13   | 0     | 1             | 0             | —            | —            | 14     | 0      |
| Bolton Wanderers   | 2012/13 | Championship        | 15   | 0     | 1             | 0             | 1            | 0            | 17     | 0      |
| Bolton Wanderers   | 2013/14 | Championship        | 42   | 0     | 2             | 0             | 1            | 0            | 45     | 0      |
| Bolton Wanderers   | 2014/15 | Championship        | 44   | 0     | 3             | 0             | 2            | 0            | 49     | 0      |
| Bolton Wanderers   | Celkem  | Celkem              | 114  | 0     | 7             | 0             | 4            | 0            | 125    | 0      |
| Fulham             | 2015/16 | Championship        | 29   | 0     | 1             | 0             | 2            | 0            | 32     | 0      |
| Fulham             | 2016/17 | Championship        | 36   | 1     | 3             | 0             | 3            | 0            | 42     | 1      |
| Fulham             | 2017/18 | Championship        | 47   | 1     | 1             | 0             | —            | —            | 48     | 1      |
| Fulham             | 2018/19 | Premier League      | 26   | 0     | 1             | 0             | 2            | 0            | 29     | 0      |
| Fulham             | 2019/20 | Championship        | 47   | 0     | 6             | 0             | —            | —            | 53     | 0      |
| Fulham             | 2020/21 | Premier League      | 7    | 0     | 2             | 0             | 1            | 0            | 10     | 0      |
| Fulham             | 2021/22 | Championship        | 46   | 1     | 1             | 0             | —            | —            | 47     | 1      |
| Fulham             | 2022/23 | Premier League      | 23   | 1     | 0             | 0             | —            | —            | 23     | 1      |
| Fulham             | Celkem  | Celkem              | 261  | 4     | 15            | 0             | 8            | 0            | 284    | 4      |
| Celkem             | Celkem  | Celkem              | 433  | 5     | 24            | 0             | 17           | 0            | 474    | 5      |

### Reprezentační
K 3. prosince 2022
| Spojené státy | Spojené státy | Spojené státy |
| Rok           | Zápasy        | Góly          |
| ------------- | ------------- | ------------- |
| 2010          | 1             | 0             |
| 2011          | 6             | 0             |
| 2012          | 0             | 0             |
| 2013          | 0             | 0             |
| 2014          | 4             | 0             |
| 2015          | 9             | 0             |
| 2016          | 1             | 1             |
| 2017          | 5             | 0             |
| 2018          | 0             | 0             |
| 2019          | 14            | 0             |
| 2020          | 1             | 0             |
| 2021          | 5             | 0             |
| 2022          | 4             | 0             |
| Celkem        | 50            | 1             |

#### Reprezentační góly
| Gól | Datum           | Místo                                              | Soupeř    | Skóre | Výsledek | Soutěž          |
| --- | --------------- | -------------------------------------------------- | --------- | ----- | -------- | --------------- |
| 1.  | 22. května 2016 | Stadion Juana Ramóna Loubriela, Bayamón, Portoriko | Portoriko | 1:0   | 3:1      | Přátelský zápas |

## Ocenění

### Klubová

#### Fulham
- EFL Championship: 2021/22[46]

### Reprezentační

#### Spojené státy americké
- Liga národů CONCACAF: 2019/20

### Individuální
- Hráč roku Boltonu Wanderers: 2013/14, 2014/15[47]
- Hráč roku Fulhamu: 2017/18[48]
- Jedenáctka sezóny EFL Championship: 2021/22[49]